# Rio Reiser
Rio Reiser, nome d'arte di Ralph Christian Möbius (Berlino, 9 gennaio 1950 – Fresenhagen, 20 agosto 1996), è stato un cantante, musicista e attore tedesco.

## Biografia

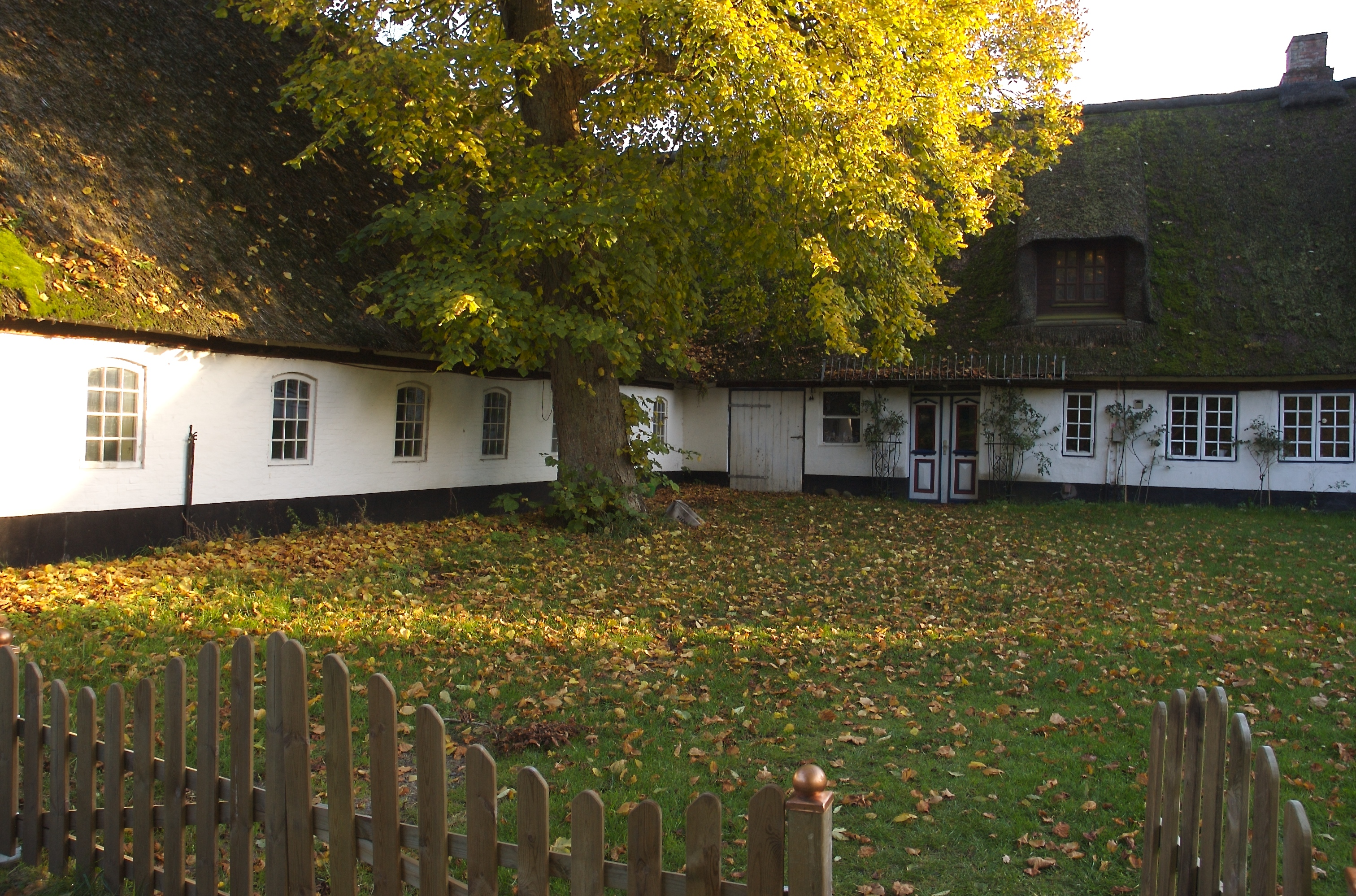
La casa di Rio Reiser a Fresenhagen, sua residenza dal 1975 alla morte

Fratello dell'attore e scrittore Peter Möbius e del cineasta Gert Möbius, Rio Reiser fu dal 1970 alla metà degli anni ottanta il frontman del gruppo protopunk Ton Steine Scherben. Attivo nella scena berlinese dei centri sociali compose diversi brani ispirati al mondo squatter, fra cui il più noto è forse Rauch-Haus-Song. Per tutta la vita fu attivo politicamente, dal periodo della militanza giovanile agli anni ottanta in cui fu membro del partito ambientalista e pacifista I Verdi, per poi passare, a Germania unificata, al Partito del Socialismo Democratico.
Nel 1985 abbandonò definitivamente il gruppo per intraprendere una carriera solista in chiave pop-rock, che l'avrebbe lanciato anche commercialmente con il fortunato singolo König von Deutschland consacrandolo tra i protagonisti della NDW. Tra gli altri suoi brani di successo, si ricordano Blinder Passagies, Für immer und dich e Junimond. Fu il primo cantante tedesco a dichiararsi bisessuale.
Apparve in alcuni film e serie tv, tutti di produzione tedesca.
Nel 1994 pubblicò un'autobiografia, limitata agli anni giovanili.
Nel 1995 incise il suo ultimo album, Himmel und Hölle, contenente in gran parte la colonna sonora di un film in cui egli aveva dato volto a uno dei personaggi; ma a causa delle sue condizioni di salute, già assai precarie, non intraprese nessun tour. Morì nell'agosto dell'anno seguente a Fresenhagen, la cittadina in cui dal 1975 risiedeva. 
Dopo la scomparsa dell'artista sono usciti diversi album contenente materiale remixato o inedito. Il disco pubblicato nel 2003, Zwischen Null und Zero, contiene anche Per sempre e te, versione in italiano di Für immer und dich.

## Discografia da solista

### Singoli
- 1984: Dr. Sommer
- 1986: Alles Lüge
- 1986: Junimond
- 1986: König von Deutschland
- 1986: Für immer und dich
- 1987: Blinder Passagier
- 1988: Manager
- 1988: Ich denk an dich
- 1989: Über Nacht
- 1990: Geld
- 1990: Zauberland
- 1991: Jetzt schlägt’s 13
- 1991: Nur dich
- 1993: Nimmst du mich mit
- 1993: Inazitti
- 1994: König von Deutschland #94
- 1995: Straße

### Album
- 1986: Rio I.
- 1987: Blinder Passagier
- 1990: ***
- 1991: Durch die Wand
- 1993: Über Alles
- 1995: Himmel und Hölle

#### Album postumi
- 1996: Balladen (July 1996)
- 1997: Unter Geiern (January 1997; double CD, best of with b-sides and remixes)
- 2000: Junimond – Die Balladen (June 2000)
- 2000: Alles Lüge – Best
- 2003: Zwischen Null und Zero (September 2003; double cd with b-sides and remixes)
- 2016: Alles und noch viel mehr – Das Beste (August 2016)